# Placebo (album)
Placebo è l'album d'esordio del gruppo musicale omonimo, pubblicato nel 1996 dalla Hut Records e dalla Virgin Records.
Nel 2007 è stato incluso nella lista dei 25 migliori album Britpop secondo IGN.

## Descrizione
Anticipato ufficialmente dal singolo Come Home che li fa conoscere al grande pubblico, con questo album i Placebo ottengono inizialmente un tiepido successo, successivamente grazie alla pubblicazione del quarto singolo Nancy Boy, il disco è riuscito a raggiungere la quinta posizione in classifica definendo i Placebo come band rivelazione dell'anno.
Il disco è un album di canzoni rock, brevi e dirette, con suoni crudi e un basso spesso in primissimo piano, le tematiche dei testi toccano argomenti come droga, depressione e perversioni sessuali. Le tracce di batteria, seppur composte da Steve Hewitt, sono state registrate dal batterista Robert Schultzberg, successivamente rimpiazzato dallo stesso Hewitt pochi mesi dopo.
Nel 2006 è stata pubblicata una 10th Anniversary Edition dell'album, comprendente di un cofanetto contenente l'album con quattro tracce bonus (una delle quali era già presente come traccia fantasma) e un DVD con video musicali, esibizioni dal vivo e altri contenuti, per festeggiare i dieci anni di attività del gruppo.

## Tracce
Testi e musiche di Brian Molko, Stefan Olsdal e Robert Schultzberg.
1. Come Home – 5:10
2. Teenage Angst – 2:43
3. Bionic – 5:05
4. 36 Degrees – 3:06
5. Hang on to Your IQ – 5:14
6. Nancy Boy – 3:31
7. I Know – 4:45
8. Bruise Pristine – 3:40
9. Lady of the Flowers – 4:48
10. Swallow – 12:30 – contiene la traccia fantasma H. K. Farewell

Tracce bonus nella 10th Anniversary Edition
1. Flesh Mechanic
2. Drowning By Numbers
3. Slackerbitch
4. H.K.Farewell

DVD bonus nella 10th Anniversary Edition
1. Come Home (Alexandra Palace - 11.04.06) – 5:00
2. Teenage Angst (The Big Breakfast - 29.08.96) – 2:39
3. Nancy Boy (Top of the Pops - 31.01.97) – 3:09
4. Lady of the Flowers (Glastonbury Festival - 27.06.98) – 5:41
5. Teenage Angst (The White Room - 23.08.96) – 2:29
6. Bruise Pristine (Top of the Pops - 23.05.97) – 2:33
7. 36 Degrees (Wembley Arena - 05.11.04) – 5:02
8. 36 Degrees (Music Video) – 3:15
9. Teenage Angst (Music Video) – 2:40
10. Nancy Boy (Music Video) – 3:20
11. Bruise Pristine (Music Video) – 2:59
12. Soulmates Never Die Live in Paris Trailer – 2:03

## Formazione
Placebo
- Brian Molko – voce, chitarra elettrica e acustica, basso, sintetizzatore
- Stefan Olsdal – basso, chitarra elettrica e acustica, pianoforte, tastiera, sintetizzatore
- Robert Schultzberg – batteria, percussioni; didgeridoo in I Know

Produzione
- Brad Wood – produzione e missaggio (eccetto traccia 6)
- Ed Kenehan – ingegneria del suono (eccetto traccia 6)
- Phil Vinall – produzione e missaggio (traccia 6)
- Teo Miller – ingegneria del suono (traccia 6)